# چک آشنا
چک آشنا (نام علمی: Cercomela familiaris) نام یک گونه از سرده چک‌های بیابان است.